# Verwaltungsgemeinschaft Iphofen
In der Verwaltungsgemeinschaft Iphofen im unterfränkischen Landkreis Kitzingen haben sich folgende Gemeinden zur Erledigung ihrer Verwaltungsgeschäfte zusammengeschlossen:
1. Iphofen, Stadt, 4832 Einwohner, 78,06 km²
2. Markt Einersheim, Markt, 1216 Einwohner, 7,77 km²
3. Rödelsee, 1896 Einwohner, 11,49 km²
4. Willanzheim, Markt, 1587 Einwohner, 25,14 km²

Sitz der 1978 gegründeten Verwaltungsgemeinschaft ist Iphofen.
Der Verwaltungsgemeinschaft hatte bis 31. Dezember 1979 auch die Stadt Mainbernheim angehört.